# Gymnocalycium robustum
Gymnocalycium robustum ist eine Pflanzenart in der Gattung Gymnocalycium aus der Familie der Kakteengewächse (Cactaceae).

## Beschreibung
Gymnocalycium robustum wächst einzeln mit grauen oder graugrünen bis leicht malvenfarbenen, niedergedrückt kugelförmigen Trieben und erreicht bei Durchmessern von 8 bis 11 Zentimetern Wuchshöhen von 3 bis 5 Zentimeter. Die neun bis elf breiten bis flachen, stumpfen Rippen sind deutlich quer gefurcht und in niedrige Höcker mit kinnartigem Vorsprung gegliedert. Ein Mitteldorn ist nicht vorhanden. Die fünf bis sieben steifen Randdornen sind bis zu 1,5 Zentimeter lang. Einer von ihnen ist abwärts gerichtet, die übrigen seitwärts. Im trockenen Zustand sind die Randdornen kalkweiß. Feuchte Randdornen sind gelblich und an Spitze und Basis braun.
Die breit trichterförmigen, weißen Blüten besitzen einen rosafarbenen Schlund. Sie erreichen eine Länge von bis zu 6 Zentimeter (selten bis 7 Zentimeter) und einen Durchmesser von bis zu 6 Zentimeter. Die keulenförmigen oder selten spindelförmigen Früchte sind grau. Sie weisen eine Länge von 4 bis 4,5 Zentimeter und einen Durchmesser von 1,5 bis 1,8 Zentimeter auf.

## Verbreitung, Systematik und Gefährdung
Gymnocalycium robustum ist in der argentinischen Provinz Córdoba in Höhenlagen von 300 bis 600 Metern verbreitet.
Die Erstbeschreibung erfolgte 2002 durch Roberto Kiesling, Omar Ferrari und Detlev Metzing.
In der Roten Liste gefährdeter Arten der IUCN wird die Art als „Least Concern (LC)“, d. h. als nicht gefährdet geführt.

## Nachweise